# 拉瓦萊角
拉瓦萊角（英語：Lavallee Point）是南極洲的海岬，位於奧次地，處於希普頓嶺北端，屬於阿倫山的一部分，在1964年由新西蘭的研究隊勘察，現時由南極條約體系管理。